# Laura Zejdowska

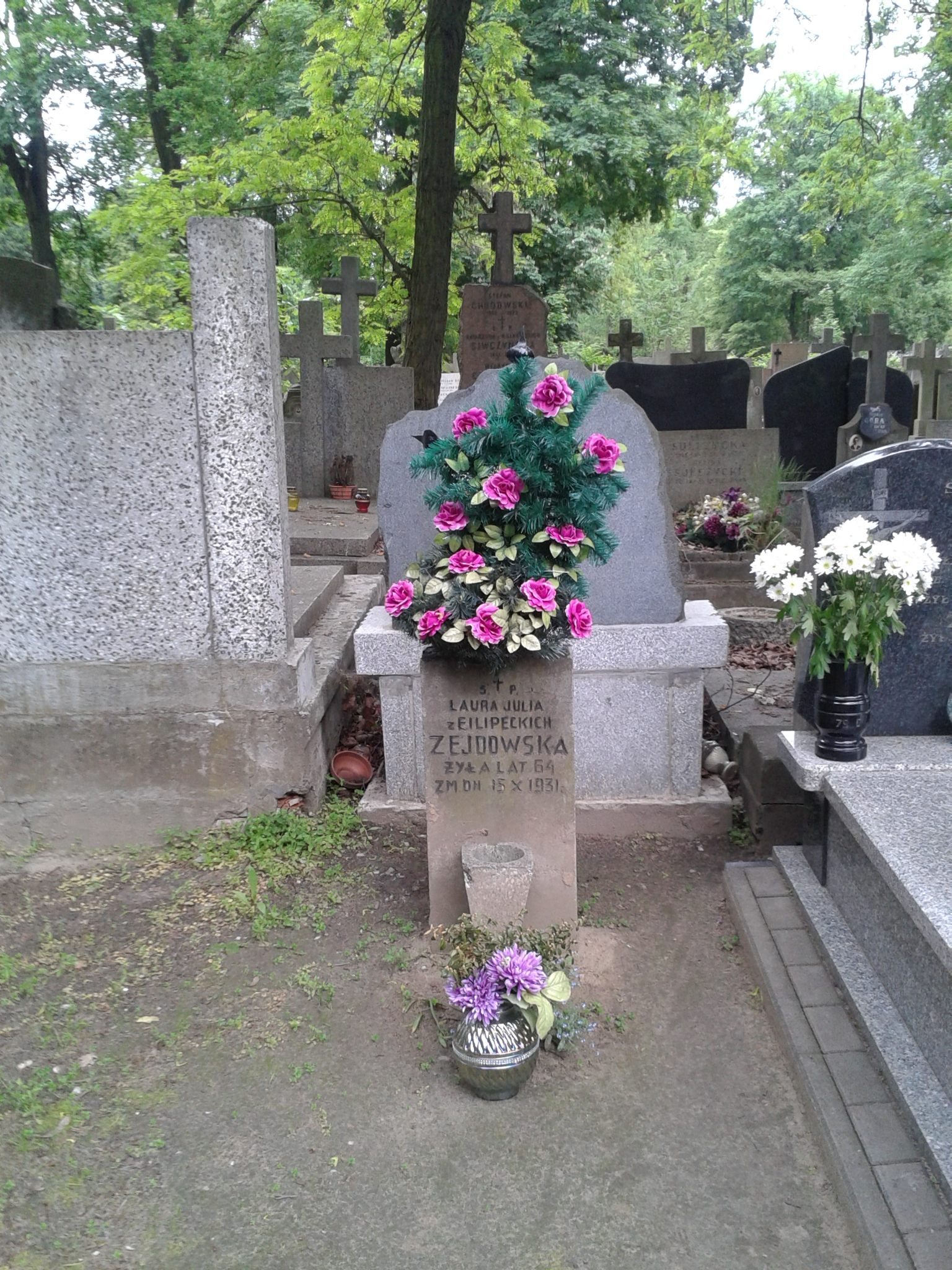
Grób Laury Zejdowskiej na cmentarzu Bródnowskim

Laura Julia Zejdowska (z domu Filipecka) (ur. 1867, zm. 15 października 1931 w Warszawie) – polska aktorka teatralna.
Przez wiele lat była aktorką teatralną, występowała w teatrze rządowym w Warszawie, po ślubie z aktorem Józefem Zejdowskim dołączyła do wędrownej trupy, która na scenach w małych miastach przedstawiała krótkie spektakle komediowe. Dziś jest postacią zupełnie zapomnianą. 
Pochowana na cmentarzu Bródnowskim (kw. 77C-VI).